# Дейское
Де́йское (кабард.-черк. Мэртэзей, Дея) — село в Терском районе республики Кабардино-Балкария.
Образует муниципальное образование сельское поселение Дейское как единственный населённый пункт в его составе.

## География
Селение находится в западной части Терского района, в 0,4 км к востоку от районного центра Терек и в 60 км к востоку от города Нальчик.
Площадь территории сельского поселения составляет — 41.74 км². Около 83 % площади занимают сельскохозяйственные угодья.
Граничит с землями населённых пунктов: Плановское на юге, Терек на западе, Тамбовское на северо-востоке, Белоглинское, Заводское и Верхний Акбаш на востоке.
Населённый пункт расположен на наклонной Кабардинской равнине, в переходной от предгорной в равнинную зоне республики. Средние высоты на территории муниципального образования составляют 263 метров над уровнем моря. Рельеф местности в основном однороден и представляет собой волнистую наклонную равнину. В юго-западной части тянутся бугристые возвышенности.
Село меридионально вытянуто вдоль реки Дея. Протяжённость села с севера на юг составляет 5,7 км. Общая протяжённость автомобильных дорог с твердым покрытием составляет 50,98 км. В том числе: с асфальтовым покрытием — 30,78 км и с гравийным покрытием — 20,2 км.
Гидрографическая сеть представлена в основном представлена рекой Дея, а также выходами родниковых вод. В советское время большая часть естественного русла реки Дея был превращён в канал.
Климат влажный умеренный с тёплым летом и прохладной зимой. Среднегодовая температура воздуха составляет около +10,5°С, и колеблется от средних +22,5°С в июле, до средних −2,0°С в январе. Минимальные температуры зимой крайне редко отпускаются ниже −10°С, летом максимальные температуры достигают +35°С. Среднегодовое количество осадков составляет около 650 мм. Основная часть осадков выпадает в период с апреля по июнь. Основные ветры — восточные и северо-западные.

## История
Первое упоминание об ауле Муртазово в русских архивных документах датируется 1740 годом, где описывается в документе — «Описание Большой и Малой Кабарды», составленном геодезистом Чикаговым. Этот год формально и считается датой основания села.
В начале XIX века аул состоял из 4 четырёх кварталов (кабард.-черк. хьэблэ, жэмхьэт) — Муртазово (Мэртэзей), Жагишево (Жагъыщей), Кунижево (Къуныжьей) и Шуганово (Шыгуэней). Само селение называлось Муртазово.
В XIX веке в ходе эпидемии чумы, Кавказской войны и последующем мухаджирстве, население аула резко сократилось несколькими этапами.
В 1876 году недалеко от аула была проложена железная дорога и построена железнодорожная станция, названная в честь дворян Муртазовых владевших этой землёй — Муртазово. На его месте впоследствии был образован город Терек.
В 1914 году в Муртазово была открыта первая светская школа. В каждом квартале действовала мечеть, при которых изучалась кабардинская письменность на основе арабского письма, а также литературный арабский язык.
В 1920 году был образован сельский народный совет при селе Муртазово. В 1920 году с окончательным установлением советской власти в Кабарде, решением ревкома Нальчикского округа, Муртазово как и все другие кабардинские поселения было переименовано из-за присутствия в их названиях фамилий княжеских и дворянских родов. В результате село получило новое название — Дейское, от протекающей вдоль села речки Дея.
С 1924 по 1951 года Дейскому сельсовету подчинялось село Белоглинское.
Во время Великой Отечественной войны, в конце ноября 1942 года село было оккупировано немецкими войсками. Освобождено в начале января 1943 года. В память о павших в боях при освобождении села и сельчан погибших на фронтах войны, в селе установлены памятники.
Ныне западные окраины села практически слились с восточными районами города Терек.

## Население
| 2002  | 2010  | 2012  | 2013  | 2014  | 2015  | 2016  |
| ----- | ----- | ----- | ----- | ----- | ----- | ----- |
| 4598  | ↗4630 | ↗4658 | ↗4678 | ↘4658 | ↗4672 | ↗4682 |
| 2017  | 2018  | 2019  | 2020  | 2021  | 2023  | 2024  |
| ↗4693 | ↗4704 | ↗4734 | ↗4758 | ↗5029 | ↗5035 | ↗5062 |
| 2025  |       |       |       |       |       |       |
| ↗5068 |       |       |       |       |       |       |

Плотность — 121.42 чел./км².
Национальный состав
По данным Всероссийской переписи населения 2010 года:
| Народ      | Численность, чел. | Доля от всего населения, % |
| ---------- | ----------------- | -------------------------- |
| кабардинцы | 4380              | 94,6 %                     |
| персы      | 80                | 1,7 %                      |
| курды      | 51                | 1,1 %                      |
| другие     | 119               | 2,6 %                      |
| всего      | 4630              | 100 %                      |

По данным Всероссийской переписи населения 2021 года:
| Народ             | Численность, чел. | Доля от всего населения, % |
| ----------------- | ----------------- | -------------------------- |
| кабардинцы        | 4 754             | 94,53 %                    |
| персы             | 97                | 1,93 %                     |
| русские           | 66                | 1,31 %                     |
| черкесы           | 39                | 0,77 %                     |
| другие/не указано | 73                | 1,45 %                     |
| всего             | 5 029             | 100 %                      |

Поло-возрастной состав
По данным Всероссийской переписи населения 2010 года:
| Возраст     | Мужчины, чел. | Женщины, чел. | Общая численность, чел. | Доля от всего населения, % |
| ----------- | ------------- | ------------- | ----------------------- | -------------------------- |
| 0 — 14 лет  | 518           | 457           | 975                     | 21,1 %                     |
| 15 — 59 лет | 1550          | 1533          | 3083                    | 66,5 %                     |
| от 60 лет   | 208           | 364           | 572                     | 12,4 %                     |
| Всего       | 2276          | 2354          | 4630                    | 100,0 %                    |

Мужчины — 2276 чел. (49,2 %). Женщины — 2354 чел. (50,8 %).
Средний возраст населения — 33,1 лет. Медианный возраст населения — 30,2 лет.
Средний возраст мужчин — 31,3 лет. Медианный возраст мужчин — 28,7 лет.
Средний возраст женщин — 34,8 лет. Медианный возраст женщин — 31,4 лет.

## Местное самоуправление
Структуру органов местного самоуправления сельского поселения составляют:
- Глава сельского поселения — Алкашев Виталий Мухамедович.
- Администрация сельского поселения Дейское — состоит из 7 человек.
- Совет местного самоуправления сельского поселения Дейское — состоит из 11 депутатов.

Адрес администрации сельского поселения — село Дейское, ул. Мальбахова, № 118.

## Образование
- Средняя общеобразовательная школа № 1 — ул. Мальбахова, 127.
- Детско-юношеская спортивная школа — ул. Мальбахова, 147.
- Начальная школа Детский сад «Звёздочка».

## Здравоохранение
- Участковая больница — ул. Мальбахова, 116.

## Культура
- Дом культуры

Общественные организации:
- Адыгэ Хасэ
- Совет ветеранов труда и войны

## Ислам
В селе действует одна мечеть.

## Экономика
Основу экономики составляет сельское хозяйство. Наибольшее развитие получили выращивание сельскохозяйственных технических культур и чеснока.
На территории муниципального образования 9 больших и 4 малых предприятий.
Кроме того на территории сельского поселения 205 сельскохозяйственных предприятий. Из них:
- личных подсобных хозяйств — 138
- хозяйств арендаторов — 60
- фермерских хозяйств — 6
- сельхозпредприятий — 1.

## Улицы
| Алкашева    |
| Балкарова   |
| Бацежева    |
| Гедгагова   |
| Заводская   |
| Канкошева   |
| Клиническая |
| Кодзокова   |

| Комсомольская |
| Кешокова      |
| Мальбахова    |
| Молодёжная    |
| Накацева      |
| Ногмова       |
| Октябрьская   |
| Ошроева       |

| Садовая   |
| Сибилова  |
| Тажева    |
| Тлеужева  |
| Толстого  |
| Шауцукова |
| Юбилейная |

## Известные уроженцы
- Мальбахов Тимбора Кубатиевич (1917—1999) — советский государственный и партийный деятель, первый секретарь Кабардино-Балкарского обкома КПСС с 1956 по 1985 года.
- Канкошев Ахмет-Хан Талович (1914—1943) — Герой Советского Союза.